# Eredivisie (vrouwenhandbal) 2020/21
De eredivisie is de hoogste afdeling van het Nederlandse handbal bij de dames op landelijk niveau. Er nemen twaalf teams deel.

## Gevolgen van de coronacrisis in Nederland
Na het vroegtijdige beëindigen van het seizoen 2019/20 werd er op 12 september 2020 het nieuwe handbalseizoen gestart.
- Op 13 oktober maakte het kabinet nieuwe maatregelen bekend door de oplopende cijfers van de tweede golf van het coronavirus in Nederland. Door de nieuwe maatregelen is de BENE-League, HandbalNL-League en de eredivisie (en lager) stilgelegd tot onbepaalde tijd.[2]
- Door de verlengingen van de maatregelen en de komst van een totale lockdown in Nederland zijn alle competitie binnen de NHV stopgezet op 15 januari. Het NHV wil op 10 april 2021 een alternatieve competitie beginnen. Ook maakte het NHV bekend dat in het seizoen 2021/22 dezelfde poule-indelingen aanhouden, omdat de promotie-/degradatieregelingen stop zijn gezet voor het seizoen 2020/21.[1]

## Opzet
Door de uitbreiding van de eredivisie bij de dames van tien teams naar twaalf teams zijn PCA/Kwiek en Fortissimo, de nummer 1 en 2 van het afgelopen seizoen in de eerste divisie rechtstreeks gepromoveerd. Fit & Fun/Voorwaarts heeft op 17 april 2020 laten weten via een persbericht op de website dat ze niet meer in de eredivisie uit willen komen door financieel niet haalbaar is. In de plaats van Voorwaarts komt de nummer 3 van de eerste divisie promoveren, dat was BFC.
Door de uitbreiding is dit de nieuwe opzet van de dames eredivisie:
- Teams die voor de kampioenspoule zijn geplaatst zijn direct geplaatst voor de 1/8 finales van de landelijke bekercompetitie in het seizoen 2021/2022.
- de nummers 9 en 10 plaatsen zich direct voor de 1/8 finales van de landelijke bekercompetitie in het seizoen 2021/2022
- de nummer 12 degradeert naar de Eerste divisie.
- Indien een vereniging met een team in de kampioenspoule van de nacompetitie eredivisie een tweede team heeft dat uitkomt in de eerste divisie, kan het team van betrokken vereniging niet in aanmerking komen voor promotie naar de eredivisie.

## Teams
| Ploeg                         | Plaats     | Provincie     | Trainer(s)                | Hal                |
| ----------------------------- | ---------- | ------------- | ------------------------- | ------------------ |
| BFC                           | Beek       | Limburg       | Karin Logister            | De Haamen          |
| Borhave                       | Borne      | Overijssel    | Herman Keppels            | 't Wooldrik        |
| Boer'n Trots Kaas/DSVD        | Deurningen | Overijssel    | Arjan Averink Olga Assink | 't Hoge Vonder     |
| Fortissimo                    | Cothen     | Utrecht       | Willem-Jan Ruder          | De Rijnsloot       |
| PCA/Kwiek                     | Raalte     | Overijssel    | Tonio van Rhee            | Sporthal Tijenraan |
| Quintus                       | Kwintsheul | Zuid-Holland  | René Zwinkels             | Eekhout Hal        |
| Westfriesland/SEW             | Nibbixwoud | Noord-Holland | Arthur Langedijk          | De Bloesem         |
| Geonius/V&L                   | Geleen     | Limburg       | Edwin Janssen             | Glanerbrook        |
| Cabooter Group/HandbaL Venlo  | Venlo      | Limburg       | Robin Gielen              | Craneveld          |
| OTTO Work Force/VOC Amsterdam | Amsterdam  | Noord-Holland | Rachel de Haze            | Elzenhagen         |
| Garage Kil/Volendam           | Volendam   | Noord-Holland | Mark Ortega               | Opperdam           |
| JuRo Unirek/VZV               | 't Veld    | Noord-Holland | Rolf Schulte              | 't Zijveld         |

## Reguliere competitie

### Stand
>> Volledig afgelast, het getoonde is de oorspronkelijke stand. <<
| Pos | Club                          | Wed | W | G | V | Ptn | DV  | DT  | +/− | Opmerking                      |
| --- | ----------------------------- | --- | - | - | - | --- | --- | --- | --- | ------------------------------ |
| 1   | OTTO Work Force/VOC Amsterdam | 3   | 3 | 0 | 0 | 6   | 74  | 58  | +16 | Geplaatst voor kampioenspoule  |
| 2   | Quintus                       | 3   | 2 | 1 | 0 | 5   | 99  | 72  | +27 | Geplaatst voor kampioenspoule  |
| 3   | Westfriesland/SEW             | 4   | 2 | 1 | 1 | 5   | 94  | 96  | -2  | Geplaatst voor kampioenspoule  |
| 4   | JuRo Unirek/VZV               | 2   | 2 | 0 | 0 | 4   | 62  | 53  | +9  | Geplaatst voor kampioenspoule  |
| 5   | Cabooter Group/HandbaL Venlo  | 4   | 2 | 0 | 2 | 4   | 133 | 102 | +31 | Geplaatst voor kampioenspoule  |
| 6   | PCA/Kwiek                     | 2   | 1 | 1 | 0 | 3   | 60  | 55  | +5  | Geplaatst voor kampioenspoule  |
| 7   | Garage Kil/Volendam           | 3   | 1 | 1 | 1 | 3   | 76  | 69  | -2  | Geplaatst voor kampioenspoule  |
| 8   | Borhave                       | 3   | 1 | 0 | 2 | 2   | 78  | 78  | 0   | Geplaatst voor kampioenspoule  |
| 9   | Geonius/V&L                   | 3   | 1 | 0 | 2 | 2   | 73  | 85  | -12 | Geplaatst voor degradatiepoule |
| 10  | BFC                           | 3   | 0 | 1 | 2 | 1   | 67  | 80  | -13 | Geplaatst voor degradatiepoule |
| 11  | Fortissimo                    | 4   | 0 | 1 | 3 | 1   | 93  | 125 | -32 | Geplaatst voor degradatiepoule |
| 12  | Boer'n Trots Kaas/DSVD        | 2   | 0 | 0 | 2 | 0   | 39  | 75  | -36 | Geplaatst voor degradatiepoule |

Bron: NHV Uitslagen-standen

### Uitslagen
>> Volledig afgelast, het getoonde is de oorspronkelijke planning. <<
|                               | BFC     | BOR     | DSV     | FRT     | KWI     | QUI     | SEW     | V&L     | VEN     | VOC     | VOL     | VZV     |
| ----------------------------- | ------- | ------- | ------- | ------- | ------- | ------- | ------- | ------- | ------- | ------- | ------- | ------- |
| BFC                           |         | 13 feb. | 17 okt. | 21 – 21 | 07 jan. | 14 nov. | 21 nov. | 30 jan. | 31 okt. | 27 mrt. | 21 – 29 | 27 feb. |
| Borhave                       | 25 okt. |         | 33 – 21 | 22 nov. | 07 mrt. | 07 feb. | 17 jan. | 27 mrt. | 24 jan. | 21 feb. | 08 nov. | 04 nov. |
| Boer'n Trots Kaas/DSVD        | 06 feb. | 09 jan. |         | 06 mrt. | 07 nov. | 10 okt. | 27 mrt. | 21 nov. | 18 – 42 | 24 okt. | 20 feb. | 23 jan. |
| Fortissimo                    | 24 jan. | 13 mrt. | 15 okt. |         | 25 okt. | 22 – 37 | 01 nov. | 28 feb. | 20 dec. | 21 – 30 | 07 feb. | 10 jan. |
| PCA/Kwiek                     | 30 – 25 | 14 nov. | 27 feb. | 13 feb. |         | 09 jan. | 17 okt. | 31 okt. | 13 mrt. | 23 jan. | 10 okt. | 19 dec. |
| Quintus                       | 06 mrt. | 17 okt. | 30 jan. | 16 jan. | 30 – 30 |         | 07 nov. | 32 – 20 | 13 feb. | 21 nov. | 27 mrt. | 31 okt. |
| Westfriesland/SEW             | 13 mrt. | 21 – 19 | 19 dec. | 20 feb. | 06 feb. | 27 feb. |         | 14 nov. | 29 – 27 | 09 jan. | 23 jan. | 24 okt. |
| Geonius/V&L                   | 10 okt. | 19 dec. | 13 mrt. | 07 nov. | 07 mrt. | 23 jan. | 06 mrt. |         | 09 jan. | 06 feb. | 24 okt. | 24 – 25 |
| Cabooter Group/HandbaL Venlo  | 20 feb. | 36 – 26 | 16 jan. | 27 mrt. | 21 nov. | 24 okt. | 30 jan. | 28 – 29 |         | 07 nov. | 06 mrt. | 06 feb. |
| OTTO Work Force/VOC Amsterdam | 19 dec. | 31 okt. | 13 feb. | 30 jan. | 22 okt. | 13 mrt. | 23 – 17 | 17 okt. | 27 feb. |         | 16 jan. | 14 nov. |
| Garage Kil/Volendam           | 09 jan. | 27 feb. | 31 okt. | 17 okt. | 30 jan. | 19 dec. | 27 – 27 | 13 feb. | 14 nov. | 20 – 21 |         | 13 mrt. |
| JuRo Unirek/VZV               | 07 nov. | 30 jan. | 13 okt. | 37 – 29 | 27 mrt. | 20 feb. | 07 nov. | 16 jan. | 17 nov. | 06 mrt. | 21 nov. |         |

Bron: NHV Uitslagen-standen

## Nacompetitie

### Degradatiepoule

#### Stand
>> Volledig afgelast, het getoonde is de oorspronkelijke planning. <<
| Pos | Club                 | Wed | W | G | V | Ptn | DV | DT | +/− | Opmerking                      |
| --- | -------------------- | --- | - | - | - | --- | -- | -- | --- | ------------------------------ |
| 1   | Nummer 09 eredivisie | 0   | 0 | 0 | 0 | 3   | 0  | 0  | 0   |                                |
| 2   | Nummer 10 eredivisie | 0   | 0 | 0 | 0 | 2   | 0  | 0  | 0   |                                |
| 3   | Nummer 11 eredivisie | 0   | 0 | 0 | 0 | 1   | 0  | 0  | 0   |                                |
| 4   | Nummer 12 eredivisie | 0   | 0 | 0 | 0 | 0   | 0  | 0  | 0   | Degradeert naar eerste divisie |

Bron: NHV Uitslagen-standen

#### Uitslagen
|                      | 9ED | 10ED | 11ED | 12ED |
| -------------------- | --- | ---- | ---- | ---- |
| Nummer 09 eredivisie |     |      |      |      |
| Nummer 10 eredivisie |     |      |      |      |
| Nummer 11 eredivisie |     |      |      |      |
| Nummer 12 eredivisie |     |      |      |      |

Bron: NHV Uitslagen-standen

### Kampioenspoule

#### Eerste ronde

##### Groep A

###### Stand
>> Volledig afgelast, het getoonde is de oorspronkelijke planning. <<
| Pos | Club                 | Wed | W | G | V | Ptn | DV | DT | +/− | Opmerkingen                  |
| --- | -------------------- | --- | - | - | - | --- | -- | -- | --- | ---------------------------- |
| 1   | Nummer 01 eredivisie | 0   | 0 | 0 | 0 | 3   | 0  | 0  | 0   | Geplaatst voor Best of Three |
| 2   | Nummer 04 eredivisie | 0   | 0 | 0 | 0 | 2   | 0  | 0  | 0   |                              |
| 3   | Nummer 06 eredivisie | 0   | 0 | 0 | 0 | 1   | 0  | 0  | 0   |                              |
| 4   | Nummer 08 eredivisie | 0   | 0 | 0 | 0 | 0   | 0  | 0  | 0   |                              |

Bron: NHV Uitslagen-standen

###### Uitslagen
|                      | 1ED | 4ED | 6ED | 8ED |
| -------------------- | --- | --- | --- | --- |
| Nummer 01 eredivisie |     |     |     |     |
| Nummer 04 eredivisie |     |     |     |     |
| Nummer 06 eredivisie |     |     |     |     |
| Nummer 08 eredivisie |     |     |     |     |

Bron: NHV Uitslagen-standen

##### Groep B

###### Stand
>> Volledig afgelast, het getoonde is de oorspronkelijke planning. <<
| Pos | Club                | Wed | W | G | V | Ptn | DV | DT | +/− | Opmerkingen                  |
| --- | ------------------- | --- | - | - | - | --- | -- | -- | --- | ---------------------------- |
| 1   | Nummer 2 eredivisie | 0   | 0 | 0 | 0 | 3   | 0  | 0  | 0   | Geplaatst voor Best of Three |
| 2   | Nummer 3 eredivisie | 0   | 0 | 0 | 0 | 2   | 0  | 0  | 0   |                              |
| 3   | Nummer 5 eredivisie | 0   | 0 | 0 | 0 | 1   | 0  | 0  | 0   |                              |
| 4   | Nummer 7 eredivisie | 0   | 0 | 0 | 0 | 0   | 0  | 0  | 0   |                              |

Bron: NHV Uitslagen-standen

###### Uitslagen
|                      | 2ED | 3ED | 5ED | 7ED |
| -------------------- | --- | --- | --- | --- |
| Nummer 01 eredivisie |     |     |     |     |
| Nummer 02 eredivisie |     |     |     |     |
| Nummer 03 eredivisie |     |     |     |     |
| Nummer 04 eredivisie |     |     |     |     |

Bron: NHV Uitslagen-standen

#### Ronde 2 (Kruisfinale en rangorde)
| 22-23 mei | Nummer 2 Groep A | - | Nummer 2 Groep B |

| 29-30 mei | Nummer 2 Groep B | - | Nummer 2 Groep A |

| 22-23 mei | Nummer 3 Groep A | - | Nummer 3 Groep B |

| 29-30 mei | Nummer 3 Groep B | - | Nummer 3 Groep A |

| 22-23 mei | Nummer 4 Groep A | - | Nummer 4 Groep B |

| 29-30 mei | Nummer 4 Groep B | - | Nummer 4 Groep A |

## Best of Three
| 22-23 mei 2021 | Nummer 1 Groep A | - | Nummer 1 Groep B |  |
| 22-23 mei 2021 |                  |   |                  |  |
| 22-23 mei 2021 |                  |   |                  |  |

| 29-30 mei 2021 | Nummer 1 Groep B | - | Nummer 1 Groep A |  |
| 29-30 mei 2021 |                  |   |                  |  |
| 29-30 mei 2021 |                  |   |                  |  |

| 12-13 juni 2021 | Nummer 1 Groep A | - | Nummer 1 Groep B |  |
| 12-13 juni 2021 |                  |   |                  |  |
| 12-13 juni 2021 |                  |   |                  |  |